# ويليام فيندلي
ويليام فيندلي (بالإنجليزية: William Findley) هو سياسي أمريكي، ولد في 1741 بجزيرة أيرلندا في المملكة المتحدة، وتوفي في 4 أبريل 1821 بغرينسبورج في الولايات المتحدة. حزبياً، نشط في Anti-Administration party ‏. وقد انتخب عضو مجلس ولاية بنسيلفانيا وانتخب عضو مجلس نواب بنسيلفانيا وانتخب عضو مجلس النواب الأمريكي.